# Lupinus paucartambensis
Lupinus paucartambensis är en ärtväxtart som beskrevs av Charles Piper Smith. Lupinus paucartambensis ingår i släktet lupiner, och familjen ärtväxter. Inga underarter finns listade i Catalogue of Life.